# Episodi di Cardfight!! Vanguard Divinez Season 2
Cardfight!! Vanguard Divinez Season 2 (カードファイト!! ヴァンガード Divinez Season2?, Kādofaito!! Vangādo Divinez Season2) è stato trasmesso in Giappone dal 6 luglio al 12 ottobre 2024 su ANN per un totale di 13 episodi. Le sigle sono Shukumei (宿命? lett. "Destino") degli Strawberry Prince (apertura) e Panorama (端程山?) delle MyGO!!!! (chiusura). I diritti per la distribuzione al di fuori dell'Asia sono stati acquistati da Crunchyroll, che l'ha trasmessa in versione sottotitolata in più Paesi, tra cui l'Italia.

Il logo della serie

Attraverso la sua vittoria a Vanguard nel torneo Fated Clash, Akina Myodo vede esaudito il suo desiderio per la salute della sorella Hikari. Gabwelius, che ha radunato i possessori delle carte del Destino svela la verità dietro il Fated Clash. È apparso un altro peluche di Sybilt, riunendo i sei proprietari delle carte del Destino e annunciando l'inizio della "Resa dei Conti del Fato", un evento in cui il vincitore potrà vedere realizzato il proprio desiderio. Così inizia un intenso confronto in cui si intrecciano motivazioni e intenzioni con il destino.

## Lista episodi
| Nº serie | Nº | Titolo italiano Giapponese 「Kanji」 - Rōmaji                                                                  | In onda           | In onda |
| Nº serie | Nº | Titolo italiano Giapponese 「Kanji」 - Rōmaji                                                                  | Giapponese        |         |
| 1 (570)  | 1  | La Resa dei Conti del Fato 「宿命決戦」 - Shukumei kessen                                                      | 6 luglio 2024     |         |
| 2 (571)  | 2  | Infinito vs Zero 「無限 vs. 零」 - Mugen vs. Rei                                                               | 13 luglio 2024    |         |
| 3 (572)  | 3  | La guida in ballo 「秤にかけられし標」 - Hakari ni kake rareshi hyō                                            | 20 luglio 2024    |         |
| 4 (573)  | 4  | Proibizione e Protezione, la verità del desiderio 「禁忌と守護、願いの真義」 - Kinki to shugo, negai no shingi | 27 luglio 2024    |         |
| 5 (574)  | 5  | Amore supremo per la te in continuo mutamento 「万化のキミへ至高の愛を」 - Banka no kimi e shikō no ai o       | 3 agosto 2024     |         |
| 6 (575)  | 6  | Lo spirito combattivo sorpassa l'impareggiabilità 「無双を凌駕する闘志」 - Musō o ryōga suru tōshi             | 10 agosto 2024    |         |
| 7 (576)  | 7  | La luce dei miracoli, l'ombra del tempo 「奇跡の光、時の影」 - Kiseki no hikari,-ji no kage                    | 24 agosto 2024    |         |
| 8 (577)  | 8  | Punto di intersezione 「交差する時」 - Kōsa suru toki                                                          | 31 agosto 2024    |         |
| 9 (578)  | 9  | Su chi tende la mano 「手を伸ばした者にのみ」 - Te o nobashita mono ni nomi                                    | 7 settembre 2024  |         |
| 10 (579) | 10 | L'arrivo del Re Prescelto 「運命王降臨」 - Unmei ō kōrin                                                       | 14 settembre 2024 |         |
| 11 (580) | 11 | Il risveglio del Re Prescelto 「宿命王覚醒」 - Shukumei ō kakusei                                              | 28 settembre 2024 |         |
| 12 (581) | 12 | L'impareggiabile Rakshasa 「羅刹無双」 - Rasetsu musō                                                          | 5 ottobre 2024    |         |
| 13 (582) | 13 | Arriverà sempre un miracolo 「奇跡は舞い降りる」 - Kiseki wa maioriru                                          | 12 ottobre 2024   |         |